# Moçambique i olympiska sommarspelen 1988
Moçambique deltog med en trupp i de olympiska sommarspelen 1988, men ingen av landets deltagare erövrade någon medalj.

## Boxning
Flugvikt
- Archibald Fausto
  1. Första omgången – förlorade mot Joseph Lawlor (IRL), KO-2